# Kim Tae-woo
Kim Tae-woo (* 7. März 1962 in Gimje, Provinz Jeollabuk-do) ist ein ehemaliger südkoreanischer Ringer. Er gewann bei den Olympischen Sommerspielen 1988 in Seoul eine Bronzemedaille im freien Stil im Halbschwergewicht.

## Werdegang
Kim Tae-woo begann als Jugendlicher mit dem Ringen. Er gehörte dem Sportclub Korea Housing Co. Seoul an. Er war 1,81 Meter groß und rang zunächst im Mittelgewicht, wuchs aber schnell in das Halbschwergewicht und später auch in das Schwergewicht hinein. Er war damit einer der wenigen südkoreanischen Ringer, die in einer der schwereren Gewichtsklasse internationale Erfolge einheimsen konnte. Fast alle südkoreanischen Ringer, die internationale Erfolge erzielten, gehörten den leichten Gewichtsklassen an. Er rang ausschließlich im freien Stil.
Kim Tae-woo beendete seine Karriere im Jahre 1996. Danach übernahm er einen Trainerposten beim südkoreanischen Ringerverband und war zeitweise Cheftrainer der Freistilmannschaft. Jetzt lebt er als Geschäftsmann in Dallas (Texas).
Er nahm insgesamt viermal an Olympischen Spielen teil. Das erste Mal startete er im Alter von 22 Jahren bei den Olympischen Spielen in Los Angeles. Im Mittelgewicht belegte er dabei den fünften Platz. Aus dem Wettbewerb geworfen wurde er dabei durch eine Niederlage gegen Rainer Trik aus Deutschland. 1988 startete er bei den Olympischen Spielen in Seoul im Halbschwergewicht. Dabei gelang es ihm, die Bronzemedaille zu gewinnen. Der Ringer, der ihn dabei besiegte und eine noch bessere Platzierung verhinderte, war Macharbek Chadarzew aus Russland, ein vielfacher Weltmeister. Ganz nah an einem Medaillengewinn war Kim Tae-woo auch bei den Olympischen Spielen 1992 in Barcelona. Er startete dort im Schwergewicht und besiegte zunächst Manabu Nakarishi, Japan und Mark Coleman, Vereinigte Staaten, verlor dann gegen Heiko Balz, Deutschland, siegte über Subash Verma, Indien und verlor gegen Ali Kayalı aus der Türkei. Er belegte damit den 4. Platz. Letztmals nahm er 1996 an Olympischen Spielen teil. In Atlanta verlor er im Schwergewicht aber gegen Wilfredo Morales Suarez, Kuba und Sjarhej Kowalewski, Belarus und landete abgeschlagen auf dem 17. Platz. 
An Weltmeisterschaften nahm Kim Tae-woo insgesamt dreimal teil. 1987 kam er in Clermont-Ferrand im Halbschwergewicht auf den 12. Platz, aber 1991 in Warna und 1993 in Toronto verfehlte er beide Male mit 4. Plätzen nur knapp die Medaillen. Die Ringer, an denen er dabei letztlich immer scheiterte, waren Macharbek Chadarzw, Heiko Balz, Leri Chabelowi (Sowjetunion) und Ali Kayalı.
Große Erfolge konnte er bei Asien-Spielen bzw. Asienmeisterschaften erzielen. 1990 gewann er bei den Asien-Spielen in Peking im Schwergewicht vor Boldyn Dschawchlantögs, Mongolei und Subash Verma, Indien, 1994 wiederholte er diesen Erfolg bei den Asien-Spielen in Hiroshima, wo er, wieder im Schwergewicht, vor Ayub Bani Nosrat, Iran und Battogtochyn Bat-Erdene, Mongolei gewann. Schließlich wurde er 1995 in Manila Asienmeister im Schwergewicht vor Ba Tumongke, China und Ayub Bani Nosrat.

## Internationale Erfolge
| Jahr | Platz  | Wettbewerb                                  | Gewichtsklasse | Ergebnisse |
| 1984 | 5.     | OS in Los Angeles                           | Mittel         | hinter Mark Schultz, USA, Hideyuki Nagashima, Japan, Chris Reinke, Kanada und Rainer Trik, Deutschland                                                           |
| 1987 | 12.    | WM in Clermont-Ferrand                      | Halbschwer     | Sieger: Macharbek Chadarzew, UdSSR vor James Scherr, USA und Jerzy Niec, Polen                                                                                   |
| 1988 | 3.     | Welt-Cup in Toledo/USA                      | Halbschwer     | hinter Macharbek Chadarzew und James Scherr |
| 1988 | Bronze | OS in Seoul                                 | Halbschwer     | hinter Macharbek Chadarzew und Akira Ōta, Japan, vor Gábor Tóth, Ungarn und James Scherr                                                                         |
| 1989 | 11.    | Großer Preis von Deutschland in Bonn        | Halbschwer     | Sieger: Noel Loban, Großbritannien vor Wagab Kasibekow, UdSSR und Andrzej Radomski, Polen                                                                        |
| 1989 | 3.     | Welt-Cup in Toledo/USA                      | Halbschwer     | hinter James Scherr und Macharbek Chadarzew |
| 1990 | 3.     | Großer Preis von Deutschland in Saarbrücken | Schwer         | hinter Heiko Balz, DDR und Ali Kayalı, Türkei |
| 1990 | 1.     | Asien-Spiele in Peking                      | Schwer         | vor Boldyn Dschawchlantögs, Mongolei und Subash Verma, Indien |
| 1991 | 2.     | "Roger-Coulon"-Memorial in Carcassonne      | Schwer         | hinter Dawud Magomedow, UdSSR, vor Heiko Balz, Deutschland |
| 1991 | 2.     | Welt-Cup in Toledo/USA                      | Schwer         | hinter Leri Chabelowi, UdSSR, vor Kirk Trost, USA |
| 1991 | 4.     | WM in Warna                                 | Schwer         | hinter Leri Chabelowi, Mark Coleman, USA und Heiko Balz |
| 1992 | 4.     | OS in Barcelona                             | Schwer         | nach Siegen über Manabu Nakarishi, Japan und Mark Coleman, einer Niederlage gegen Heiko Balz, einem Sieg über Subash Verma und einer Niederlage gegen Ali Kayalı |
| 1992 | 5.     | Asienmeisterschaften in Ulan-Bator          | Schwer         | Sieger: Abbas Jadidi, Iran vor Lin Chang-Yin, Taiwan |
| 1993 | 4.     | WM in Toronto                               | Schwer         | hinter Leri Chabelowi, Ali Kayalı und Heiko Balz |
| 1994 | 1.     | Asien-Spiele in Hiroshima                   | Schwer         | vor Ayub Bani Nosrat, Iran und Battogtochyn Bat-Erdene, Mongolei                                                                                                 |
| 1995 | 1.     | Asienmeisterschaften im Manila              | Schwer         | vor Ba Tumongke, China und Ayub Bani Nosrat |
| 1996 | 4.     | Asienmeisterschaften                        | Schwer         | hinter Abbas Jadidi, Dolgorsürengiin Sumjaabadsar, Mongolei und Konstantin Alexandrow, Kirgisistan                                                               |
| 1996 | 17.    | OS in Atlanta                               | Schwer         | nach Niederlagen gegen Wilfredo Morales Suárez, Kuba und Sjarhej Kowalewski, Belarus                                                                             |

## Erläuterungen
- alle Wettbewerbe im freien Stil
- OS = olympische Spiele, WM = Weltmeisterschaften
- Mittelgewicht, Gewichtsklasse bis 82 kg, Halbschwergewicht, bis 90 kg und Schwergewicht, bis 100 kg Körpergewicht